# Neuquén
Neuquén este capitala provinciei argentiniene Neuquén, localizată în partea estică a acesteia, la confluența dintre râul Limay și Neuquén. Orașul are o populție de aproximativ 265 000, astfel fiind cel mai mare oraș din Patagonia.